# Bell D-188A
Le Bell D-188A est un projet d'avion de chasse octoréacteur à décollage et atterrissage vertical devant voler à plus de Mach 2 ; le programme ne dépasse toutefois pas le stade de la maquette. Chez les militaires, il est officieusement désigné XF-109 et XF3L.